# Ворачит, Буннянг
Буннянг Ворачит (лаос. ບຸນຍັງ ວໍລະຈິດ; род. 15 августа 1937, Саваннакхет) — лаосский государственный, политический и военный деятель. Президент Лаоса с 2016 по 2021 год. Генеральный секретарь Центрального комитета Народно-революционной партии Лаоса с 2016 по 2021 год.
В 1996—2001 годах — вице-премьер, с 27 марта 2001 по 8 июня 2006 года — премьер-министр, с 8 июня 2006 по 20 апреля 2016 года — вице-президент Лаоса.

## Ранняя жизнь
Буннянг Ворачит присоединился к движению сопротивления Патет Лао в 1952 году и работал в отделе пропаганды вооружённых сил в Саваннакхете. В 1954 году он был переведён в войска. Учился во Вьетнаме с 1957 по 1961 год, затем вернулся в Лаос, чтобы помочь подготовиться к завоеванию провинции Луанг Намта. После победы в Луанг Намте в 1962 году он вернулся во Вьетнам и учился в военном колледже.
В 1964 году он вернулся в Лаос, а в 1969 году стал главой оргкомитета провинции Сиангкхуанг. В 1972 году он стал заместителем командующего Северным фронтом в провинции Луангпхабанг. Здесь он также вступил в коалицию в 1974 году и стал партийным секретарём сил обороны нейтрального города Луангпрабанг. В 1976 году он стал политическим лидером вооружённых сил северной части страны. В 1978 году Ворачит вернулся во Вьетнам для изучения политической теории. В 1981 году стал политическим лидером вооружённых сил, и в том же году до 1991 года также работал губернатором провинции Саваннакхет до 1996 года, когда стал заместителем премьер-министра.

## Политическая карьера
До того, как стать премьер-министром в 2001 году, он занимал пост заместителя премьер-министра с 1996 года. Кроме того, с 1996 по 1999 год Буннянг был председателем комитета лаосского-вьетнамского сотрудничества, а с 1999 по 2001 год министром финансов. 26 марта 2001 года он был избран Председателем Совета министров (премьер-министром) Лаоса. 8 июня 2006 года Буннянг Ворачит стал вице-президентом Лаосской Народно-Демократической Республики. На 10-м съезде Народно-революционной партии Лаоса 22 января 2016 года он был избран на пост Генерального секретаря ЦК партии, фактически став лидером Лаоса.

## Личная жизнь
Буннянг Ворачит женат на Хаммеунг Ворачит и имеет трёх сыновей и двух дочерей.